# Stävie kyrka
Stävie kyrka är en kyrkobyggnad i Stävie. Den är församlingskyrka i  Lackalänga-Stävie församling i Lunds stift.

## Kyrkobyggnaden
Kyrkan är av sten och uppfördes under senare delen av 1100-talet i romansk stil. I kyrkan finns fortfarande spår av Finjamästarens målningar ovan valven, från 1125-1150-talet. Under slutet av medeltiden slogs valven. Nuvarande kyrktorn och korsarmar byggdes till 1848 efter ritningar av Carl Georg Brunius. Samtidigt revs två tidigare vapenhus som låg vid kyrkans norra och södra sidor.

## Inventarier

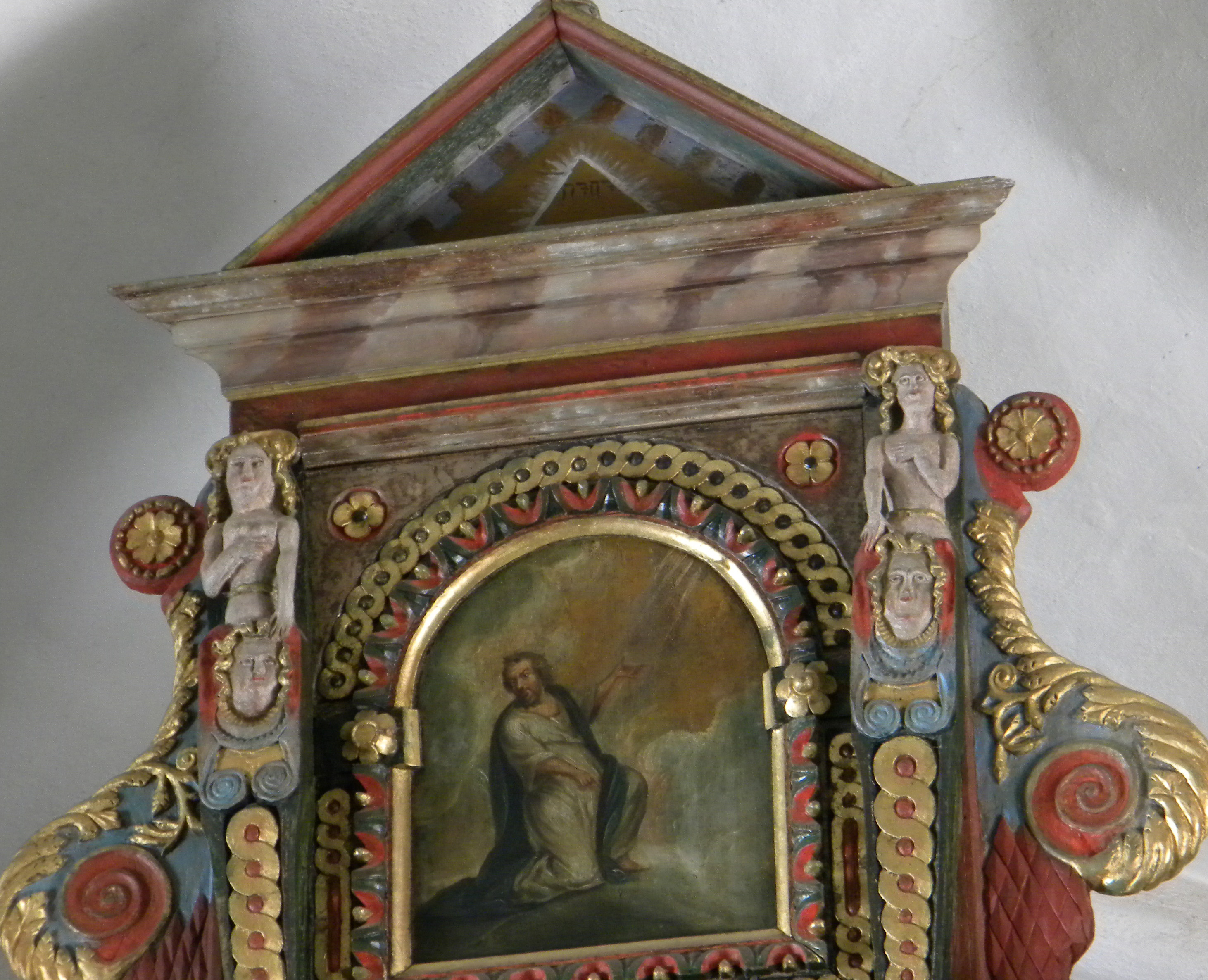
Altaruppsatsens översta del med tetragrammet JHWH

- Dopfunten av sandsten är samtida med kyrkan och dess äldsta inventarium. Till den hör en dopskål i tenn daterad till 1694 och ett dopfat i silver daterat till 1901.
- Altaruppsatsen härstammar från 1500-talets slut. Längst upp i triangeln kan man skymta tetragrammet JHWH.
- Predikstolen tillverkades på 1630-talet av mäster Statius Otto.

- Två kyrkklockor finns. Storklockan är omgjuten 1788 av M. Wetterholtz, Malmö. Lillklockan är omgjuten 1854 av G.O. Fredriksson, Kristianstad.

### Orgel
- 1893 byggde Salomon Molander & Co, Göteborg en mekanisk orgel. Den renoverades 1981 av Frederiksborgs Orgelbyggeri, Hilleröd, Danmark.

| Manual            | Pedal   | Koppel     |
| Borduna 16´ B/D   | Bihängd | Man 4'/Man |
| Principal 8´      |         |            |
| Rörflöjt 8'       |         |            |
| Salicional 8'     |         |            |
| Octava 4'         |         |            |
| Flöjt Harmonik 4' |         |            |
| Octava 2'         |         |            |
| Mixtur 4 chor     |         |            |
| Trumpet 8'        |         |            |

### Webbkällor
- Lackalänga-Stävie församling informerar Stävie kyrka
- Åsbo Släkt- och Folklivsforskare informerar
- Demografisk databas för södra Sverige informerar
- Wikimedia Commons har media som rör Stävie kyrka.